# کریستیان کیمان
کریستیان کیمان (آلمانی: Christian Keymann؛ ‏ ۲۷ فوریهٔ ۱۶۰۷ – ۱۳ ژانویهٔ ۱۶۶۲) شاعر و نویسنده سرودهای روحانی اهل آلمان بود.
او فرزند یک شبان لوتری بود و از سال ۱۶۲۷ تا ۱۶۳۴ در دانشگاه هاله-ویتنبرگ تحصیل کرد و از سال ۱۶۳۸ یک کشیش محلی در گومنازیوم تسیتا بود.
وی نویسنده تعدادی شعر و سرود مذهبی است که بعدها در آثار یوهان سباستیان باخ و ماکس رگر به کار رفت.